# Frances James (soprano)
Frances James   (Saint John, 3 de febrer de 1903 - Victoria, 22 d'agost de 1988) va ser una soprano canadenca que es va especialitzar en repertori de concerts.
Va treballar prolíficament com a intèrpret a CBC Radio i com a recitant des de finals dels anys vint fins a la dècada de 1950; estrenant obres de nombrosos compositors canadencs i destacant obres de compositors internacionals contemporanis. Les seves actuacions van destacar per la seva intel·ligència i sofisticació musical. Com a cantant va ser admirada per diversos compositors importants, entre ells Benjamin Britten, Paul Hindemith i Darius Milhaud. Mentre que les seves actuacions, tant en directe com en ràdio/disc, eren principalment del repertori de concerts, va actuar en algunes retransmissions d'òperes a la ràdio i en l'estrena mundial del 1931 de l'òpera de balades de Healey Willan Prince Charlie and Flora. El 1984 va rebre la medalla al Canadian Music Council.
Nascuda a Saint John, al Nou Brunswick, James va estudiar cant amb Walter Clapperton i Alfred Whitehead a la "Schulich School of Music" de la Universitat McGill. També va estudiar lieder amb Emmy Heim al Conservatori de Música de Toronto el 1934, i després cantant amb Enrico Rosati i Maria Kurenko a Nova York i amb Roland Hayes a Boston. De 1952 a 1973 va ensenyar cant a la Universitat de Saskatchewan. Posteriorment va ensenyar al Conservatori de Música de Victoria i a la Universitat de Victoria. Entre els seus notables alumnes es trobaven la mezzosoprano Dorothy Howard, la soprano Jane Leslie Mackenzie i el tenor Richard Margison. Estava casada amb el compositor Murray Adaskin. Va morir, als 85 anys, a Victoria, Columbia Britànica.